# Open Bogotá 2025
L'Open Bogotá 2025 è stato un torneo maschile di tennis professionistico. È stata la 17ª edizione del torneo, facente parte della categoria Challenger 50 nell'ambito dell'ATP Challenger Tour 2025, con un montepremi di 60 000 $. Si è giocato dal 12 al 17 maggio 2025 sui campi in terra rossa del Carmel Club di Bogotá, in Colombia.

## Partecipanti

### Teste di serie
| Nazionalità | Giocatore                    | Ranking* | Testa di serie |
| ----------- | ---------------------------- | -------- | -------------- |
| Colombia    | Nicolás Mejía                | 227      | 1              |
| Cile        | Matías Soto                  | 242      | 2              |
| Brasile     | Karue Sell                   | 299      | 3              |
| Brasile     | Matheus Pucinelli de Almeida | 306      | 4              |
| Spagna      | Nicolás Álvarez Varona       | 314      | 5              |
| Brasile     | Mateus Alves                 | 322      | 6              |
| Brasile     | Pedro Sakamoto               | 353      | 7              |
| Argentina   | Renzo Olivo                  | 354      | 8              |

* Ranking al 5 maggio 2025.

### Altri partecipanti
I seguenti giocatori hanno ricevuto una wild card per il tabellone principale:
- Samuel Heredia
- Salvador Price
- Miguel Tobón

Il seguente giocatore è entrato in tabellone con il ranking protetto:
- Arklon Huertas del Pino

I seguenti giocatori sono passati dalle qualificazioni:
- Pedro Rodrigues
- Ignacio Monzón
- Johan Alexander Rodríguez
- Daniel Antonio Núñez
- Juan Sebastián Gómez
- Mateo Barreiros Reyes

Il seguente giocatore è entrato in tabellone come lucky loser:
- Tristan McCormick

## Punti e montepremi
| Torneo    | Torneo              | V     | F     | SF    | QF    | 2T  | 1T  | Q | Q2  | Q1  |
| Singolare | Punti               | 50    | 25    | 14    | 8     | 4   | 0   | 3 | 1   | 0   |
| Singolare | Premi in denaro ($) | 5,500 | 3,260 | 1,900 | 1,120 | 660 | 395 | – | 215 | 125 |
| Doppio    | Punti               | 50    | 25    | 14    | 8     | –   | 0   | – | –   | –   |
| Doppio    | Premi in denaro ($) | 2,130 | 1,250 | 745   | 435   | –   | 245 | – | –   | –   |

## Campioni

### Singolare
Patrick Kypson ha sconfitto in finale  Pedro Sakamoto con il punteggio di 6–1, 6–3.

### Doppio
Luís Britto /  Zdeněk Kolář hanno sconfitto in finale  Arklon Huertas del Pino /  Conner Huertas del Pino con il punteggio di 6–4, 7–6(4).